# Bathon
Bathon je časová jednotka v geologických vědách, označující geologický věk (chronologická jednotka) a stupeň (stratigrafická jednotka) v období střední jury. K roku 2025 je toto období v dějinách planety Země datováno na 168,2 (± 1,2) až 165,3 (± 1,1) milionu let před současností. Jedná se tedy o období dlouhé přibližně 2,9 milionu let, což odpovídá kratším věkům/stupním druhohorní éry. Tomuto stupni předchází stupeň bajok a následuje po něm stupeň callow (či kelloway).

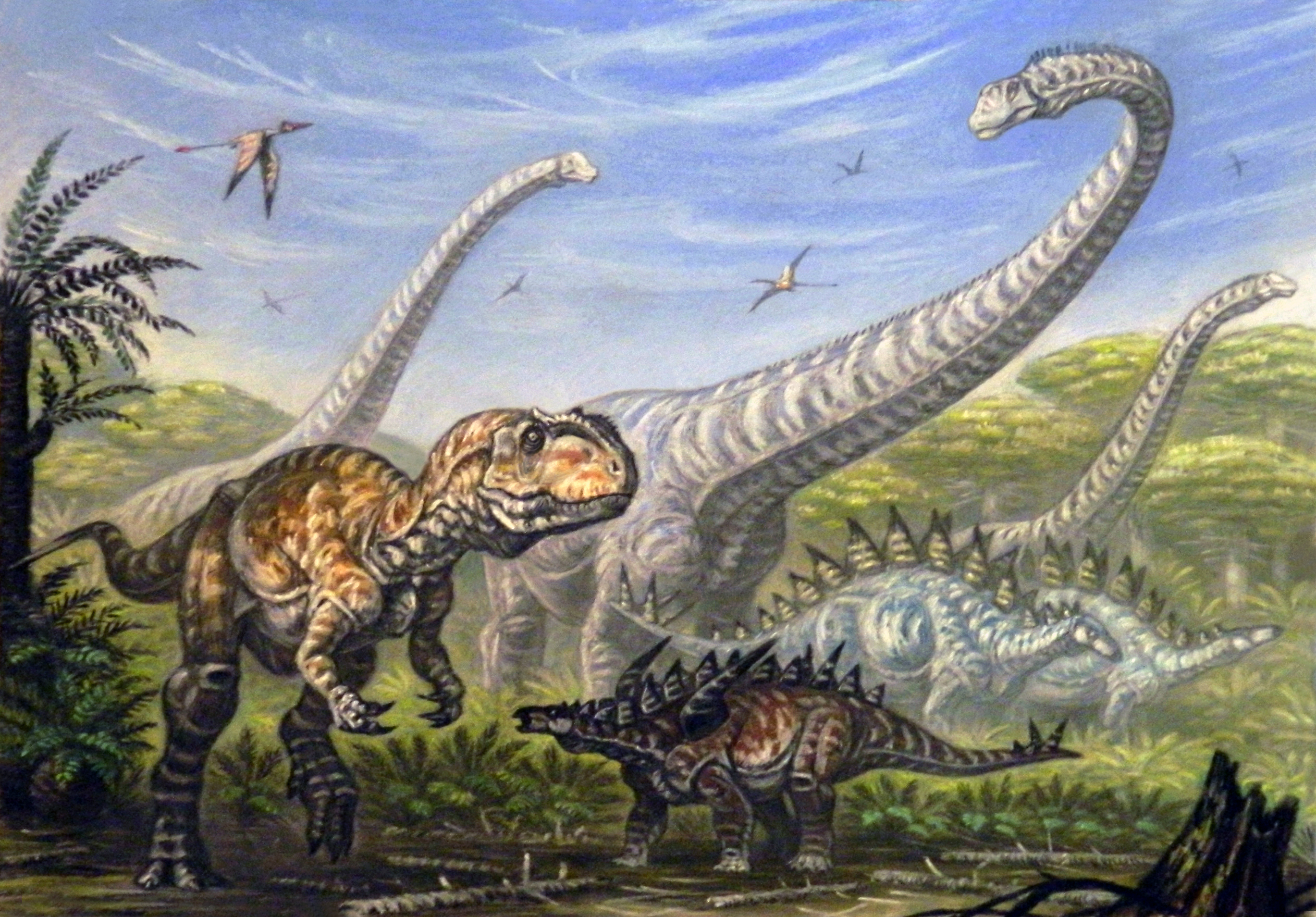
Dinosauří megafauna čínského souvrství Ša-si-miao z období bathonu.

## Historie
Tato jednotka odvozuje svůj název od lázeňského města Bath v jihozápadní Anglii, založeného již na začátku letopočtu Římany (kteří toto město nazývali Bathonium). Město z velké části leží na jurských vápencích. Jméno do vědecké literatury poprvé zanesl roku 1843 belgický geolog d'Omalius d'Halloy, přičemž původní typová lokalita se nacházela nedaleko Bathu. V roce 1852 francouzský paleontolog Alcide d'Orbigny vymezil trvání tohoto období z hlediska vůdčích fosilií. Spodní hranicí je první výskyt amonita druhu Parkinsonia (Gonolkites) convergen a svrchní hranicí pak výskyt amonita rodu Kepplerites.

## Fauna
V této době dominovali na souších dinosauři. Ze známých geologických souvrství tohoto období, ve kterých nalézáme četné fosilie dinosaurů, lze zmínit čínské souvrství Ša-si-miao (odkud známe populární dinosauří taxony, jako je Yangchuanosaurus, Gasosaurus, Omeisaurus, Mamenchisaurus, Gigantspinosaurus a mnohé další). V Evropě k tomuto období náleží například souvrství Taynton Limestone, ze kterého je známý první historicky popsaný dinosaurus Megalosaurus. Další britskou formací z období bathonu je i souvrství Forest Marble a některé související skupiny sedimentů, odkud známe například rody Hylaeosaurus, Cetiosaurus nebo Proceratosaurus. Z afrického Maroka je zase známé souvrství Tiourarén, ve kterém byly objeveny například rody Afrovenator, Jobaria a Spinostropheus. V Jižní Americe je známé a významné například souvrství Cañadón Asfalto s dinosaury rodů Asfaltovenator, Condorraptor, Piatnitzkysaurus, Patagosaurus nebo Manidens. Mnohá další souvrství z tohoto období jsou známá i z jiných míst severní Afriky, východní a střední Asie, Evropy a Severní Ameriky.
Kromě dinosaurů dominovaly v tomto období také mnohé formy pterosaurů a převážně dravých mořských plazů různých tvarů a velikostí, zejména pak ze skupiny plesiosaurů.